# 14 октября
14 октября — 287-й день года (288-й в високосные годы) по григорианскому календарю.
До конца года остаётся 78 дней.
До 15 октября 1582 года — 14 октября по юлианскому календарю, с 15 октября 1582 года — 14 октября по григорианскому календарю.
В XX и XXI веках соответствует 1 октября по юлианскому календарю.

## Праздники и памятные дни

### Международные
- Всемирный день стандартов.

### Национальные
- Беларусь — День матери[2].
- Грузия — Мцхетоба.
- Польша — День учителя.

### Региональные
- Белгородская область (Россия) — День флага[3].

### Религиозные
Православие
 — Покров Пресвятой Владычицы нашей Богородицы и Приснодевы Марии;
 — память апостола от 70 Анании (I век);
 — память преподобного Романа Сладкопевца (около 556 года);
 — память преподобного Саввы Вишерского, Новгородского (1461 год);
 — память священномученика Алексия Ставровского, пресвитера (1918 год);
 — память священномученика Михаила Вологодского, пресвитера (1920 год);
 — память священномучеников Александра Агафонникова, Георгия Архангельского, Николая Кулигина, пресвитеров, мученика Иоанна Артёмова (1937 год);
 — память мученика Домнина Солунского (IV век);
 — память преподобномученика Михаила, игумена Зовийского, и с ним 36 преподобномучеников (780-790 годы);
 — Собор Молдавских святых;
 — память равноапостольного царя Иверского Мириана (после 361) и равноапостольной царицы Иверской Наны (ок. 364);
 — празднование в честь Хитона Господня и Столпа Животворящего (Груз.);
 — празднование Люблинской иконы Божьей Матери;
 — празднование Псково-Покровской иконы Божьей Матери;
 — празднование Браиловской иконы Божьей Матери;
 — празднование Гербовецкой иконы Божьей Матери;
 — празднование Барской иконы Божьей Матери;
 — празднование Касперовской иконы Божией Матери.

## Именины
- Православные: Ананий[9], Михаил[9], Роман[9], Савва[9]

## События

### До XIX века
- 1066 — битва при Гастингсе, определившая последнего покорителя «туманного» Альбиона — Вильгельма Завоевателя.
- 1529 — закончилась осада турками Вены. Турецкая армия отступает, так и не захватив город.
- 1768 — земли индейцев чероки в Вирджинии и Каролине объявлены собственностью британской короны.
- 1770 — основана Александровская крепость[10].

### XIX век
- 1806 — сражение при Йене и Ауэрштедте, в ходе которых была уничтожена прусская армия.
- 1808 — Дубровницкая республика аннексирована Францией.
- 1822 — Виктор Гюго женился на Адель Фуше (Adèle Foucher).
- 1843 — впервые прозвучал «Свадебный марш» Ф. Мендельсона — в Потсдаме, на премьере спектакля «Сон в летнюю ночь», по пьесе У. Шекспира.
- 1851 — в Англии основано информационное агентство «Рейтер».
- 1860 — в Петербурге открыт оперный Мариинский театр.
- 1863
  - Второе сражение при Оберне (Гражданская война в США)
  - Сражение при Бристо-Стейшен (Гражданская война в США)
- 1883 — французский капиталист Гужон открыл у Рогожской заставы в Москве мастерские, изготовлявшие проволоку. В 1918 году выросший на их базе завод был национализирован, позднее переименован в завод «Серп и молот».
- 1884
  - Джордж Истман запатентовал фотоплёнку.
  - Освящена первая церковь в Шамординской обители, устроенная трудами Оптинского старца Амвросия. Этот день считается днём создания монастыря[11].
- 1892 — впервые целиком опубликован первый сборник рассказов Конан Дойла о Шерлоке Холмсе под названием «Приключения Шерлока Холмса».
- 1897 — моноплан «Авион III» Клемана Адера с двумя паровыми машинами, каждая с одним тянущим винтом, пролетел около 300 м.

### XX век
- 1901 — в непогоду на Байкале затонуло судно «Потапов», погибло около 200 человек. Жертвами стали в основном горожане и крестьяне из Хомутово и Оека[12].
- 1905 — в Париже основана Международная федерация аэронавтики (ФАИ).
- 1916 — в Перми основан первый на Урале вуз — Пермский государственный университет.
- 1918 — в Симферополе состоялось торжественное открытие Таврического университета.
- 1920 — генерал Станислав Булак-Балахович занял Минск.
- 1921 — в Киеве начал работу первый Всеукраинский собор украинской автокефальной церкви.
- 1924 — образованы Таджикская Автономная Социалистическая Советская Республика и Кара-Киргизская автономная область — будущие советские республики.
- 1926 — в Лондоне опубликована книга Алана Милна «Винни-Пух».
- 1933 — нацистская Германия объявила о своём выходе из Лиги Наций.
- 1934 — пущен первый, пробный, поезд будущего московского метро (вагоны типа А/Б).
- 1939 — подводная лодка U-47 под командованием Гюнтера Прина потопила британский линкор «Роял Оук» прямо в гавани Скапа-Флоу на Оркнейских островах.
- 1940 — в вишистской Франции замужним женщинам запрещено работать в государственных учреждениях.
- 1941 — «Красная Звезда» впервые опубликовала лозунг «Не забудем! Не простим!»
- 1942
  - Создана Украинская повстанческая армия (УПА).
  - Нацистами уничтожено Кобринское гетто.
- 1943
  - Город Запорожье освобождён от немецко-фашистских захватчиков.
  - Восстание в концлагере Собибор — единственное удачное восстание в концлагерях нацистской Германии.
- 1944
  - Международный факультет МГУ был преобразован в Московский государственный институт международных отношений.
  - В состав РСФСР вошла Тува.
- 1945 — на стадионе в Пхеньяне во время митинга в честь Советской Армии, генерал-полковник Иван Чистяков фактически признал Ким Ир Сена национальным героем Северной Кореи.
- 1946 — принято решение о создании Международной организации стандартизации.
- 1947 — американский лётчик-испытатель Чарльз Йегер впервые превысил на самолёте скорость звука в управляемом горизонтальном полёте.
- 1957
  - На полную мощность запущена Волжская ГЭС имени В. И. Ленина.
  - На базе Лондонской компьютерной группы и неформального клуба учёных основано Британское компьютерное общество. Первым президентом стал Морис Уилкс.
- 1962 — американский самолёт-разведчик обнаружил советские ракеты Р-12 на Кубе, что послужило причиной Карибского кризиса.
- 1964
  - Отставка Никиты Хрущёва с поста Первого секретаря ЦК КПСС. Леонид Брежнев становится Первым секретарём ЦК КПСС и главой СССР.
  - Мартин Лютер Кинг удостоен Нобелевской премии мира.
- 1966
  - Канадские католические епископы объявили, что отныне католикам можно есть мясо по пятницам.
  - Грейс Слик впервые выступила вместе с группой «Jefferson Airplane», заменив Сигни Андерсон, ушедшую в декрет.
- 1969
  - В американском городе Трентон (штат Нью-Джерси) был выдан ордер на арест певца Фрэнка Синатры, который отказался предстать перед комиссией по расследованию организованной преступности. Несмотря на упорные слухи о его связях с мафией, певец заявил, что не желает принимать участие в цирковом представлении.
  - В Великобритании появилась в обращении семиугольная 50-пенсовая монета взамен банкноты в 10 шиллингов. Это был один из шагов перехода на десятичную денежную систему, которая была окончательно введена в феврале 1971 года.
- 1970 — в Гааге принята международная конвенция о борьбе с незаконным захватом воздушных судов, вступившая в силу ровно через год.
- 1974 — в Киеве открыт республиканский Дом кино.
- 1981 — вице-президент Хосни Мубарак избран президентом Египта через неделю после убийства Анвара Садата
- 1993 — в Крыму введена должность Президента Республики Крым.
- 1997 — в Эрмитаже вновь выставлена картина Рембрандта «Даная», которая 12 лет находилась на реставрации после того, как психически неуравновешенный посетитель облил её кислотой.

### XXI век
- 2001 — в Ровно открыт памятник Симону Петлюре.
- 2002 — православие объявлено в Грузии официальной государственной религией.
- 2004 — катастрофа CRJ200 под Джефферсон-Сити.
- 2008
  - Объединённые Арабские Эмираты признали независимость Косово.
  - В КНР неподалёку от города Гуйлинь загорелся и рухнул на землю воздушный шар. Погибли 4 голландца[13].
- 2010 — стартовала Всероссийская перепись населения 2010 года.
- 2012 — состоялся успешный прыжок Феликса Баумгартнера с высоты 39 км.
- 2014 — футбольный матч Сербия — Албания в рамках отборочного турнира Евро-2016 был прерван в конце первого тайма из-за массовых беспорядков на поле и на трибунах.
- 2017 — теракты в Могадишо, более 580 погибших.
- 2021 — опубликован первый в истории гид «Мишлен» по России. В список вошли 69 московских ресторанов, два заведения получили по две звезды «Мишлен».

## Родились

### До XIX века
- 1425 — Алессио Бальдовинетти (ум. 1499), итальянский художник флорентийской школы.
- 1533 — Анна Мекленбург-Гюстровская (ум. 1602), супруга первого курляндского герцога Готхарда фон Кетлера.
- 1644 — Уильям Пенн (ум. 1718), лидер английских квакеров, основавший колонию в Северной Америке; его именем назван штат Пенсильвания.
- 1687 — Роберт Симсон (ум. 1768), шотландский математик и доктор медицины.
- 1712 — Джордж Гренвиль (ум. 1770), британский политик, 8-й премьер-министр Великобритании (1763—1765).
- 1734 — Фрэнсис Лайтфут Ли (ум. 1797), американский политик, один из отцов-основателей США.
- 1765 — Яков Захаров (ум. 1836), русский химик, положивший начало научному воздухоплаванию.
- 1784 — Фердинанд VII (ум. 1833), король Испании (1808 и 1814—1833).

### XIX век
- 1801 — Жозеф Плато (ум. 1883, бельгийский физик, изобретатель стробоскопа.
- 1840 — Дмитрий Писарев (ум. 1868), русский публицист и литературный критик.
- 1864 — Стефан Жеромский (ум. 1925), польский писатель, драматург, публицист.
- 1873
  - Жюль Риме (ум. 1956), французский спортивный функционер, 3-й президент ФИФА (1921—1954).
  - Рей Юри (ум. 1937), американский легкоатлет, 8-кратный олимпийский чемпион.
- 1875 — Сергей Григорьев (ум. 1953), русский советский писатель, автор исторических романов.
- 1882 — Имон де Валера (ум. 1975), ирландский политик, автор ирландской Конституции, один из лидеров борьбы за независимость Ирландии.
- 1887 — Пётр Митурич (ум. 1956), русский советский художник-график, член объединения «Мир искусства».
- 1888 — Кэтрин Мэнсфилд (ум. 1923), новозеландская и английская писательница-модернистка.
- 1890 — Дуайт Эйзенхауэр (ум. 1969), американский военный и государственный деятель, 34-й президент США (1953—1961).
- 1892 — Андрей Ерёменко (ум. 1970), советский военачальник, маршал, Герой Советского Союза.
- 1893
  - Лиллиан Гиш (ум. 1993), американская киноактриса, обладательница «Оскара».
  - Ип Ман (ум. 1972), мастер китайских боевых искусств.
- 1894 — Эдвард Эстлин Каммингс (ум. 1962), американский поэт, прозаик, художник, драматург.
- 1897
  - Сергей Гусев (ум. 1984), советский оператор документального кино.
  - Зинаида Ермольева (ум. 1974), советский микробиолог и эпидемиолог, создательница антибиотиков, академик АМН СССР.

### XX век
- 1903 — Семён Косберг (ум. 1965), советский инженер, эксперт в области авиационных и ракетных двигателей.
- 1906 — Ханна Арендт (ум. 1975), немецкий политический теоретик, основоположница теории тоталитаризма.
- 1913 — Александр Борщаговский (ум. 2006), советский и российский писатель, драматург, театровед.
- 1914 — Дмитрий Лавриненко (погиб в 1941), советский танкист-ас, Герой Советского Союза.
- 1917 — Евгений Богуславский (ум. 1969), советский конструктор ракетных систем.
- 1921 — Раде Маркович (ум. 2010), югославский и сербский актёр театра и кино.
- 1925
  - Наум Коржавин (ум. 2018), русский поэт, прозаик, переводчик, драматург.
  - Владимир Фетин (наст. фамилия Феттинг; ум. 1981), советский кинорежиссёр.
- 1927 — сэр Роджер Мур (ум. 2017), английский киноактёр, продюсер, сценарист.
- 1929 — Юрий Попов (ум. 2013), оперный певец (драматический баритон), народный артист СССР.
- 1930 — Мобуту Сесе Секо (урожд. Жозеф-Дезире Мобуту; ум. 1997), диктатор Заира (1965—1997).
- 1931 — Хайнц Фюттерер (ум. 2019), немецкий легкоатлет, бронзовый призёр олимпийских игр, трёхкратный чемпион Европы.
- 1933 — Вильфрид Дитрих (ум. 1992), немецкий борец вольного и греко-римского стиля, олимпийский чемпион.
- 1934 — Михаил Козаков (ум. 2011), советский, российский и израильский актёр театра и кино, режиссёр, народный артист РСФСР.
- 1938 — Владислав Крапивин (ум. 2020), советский и российский детский писатель, поэт, сценарист.
- 1939 — Ральф Лорен (наст. фамилия Лифшиц), американский модельер одежды, дизайнер, бизнесмен.
- 1940
  - сэр Клифф Ричард (настоящее имя Гарри Роджер Уэбб), английский певец.
  - Александр Сердюк (или Лесь Сердюк; ум. 2010), советский и украинский актёр театра и кино, народный артист Украины.
- 1944
  - Удо Кир, немецкий актёр.
  - Вадим Спиридонов (ум. 1989), киноактёр, кинорежиссёр, заслуженный артист РСФСР.
- 1945 — Владимир Максимов, советский гандболист, олимпийский чемпион (1976), гандбольный тренер и функционер.
- 1946
  - Дэн Маккаферти (ум. 2022), шотландский рок-певец, автор песен, вокалист группы «Nazareth».
  - Джастин Хейворд, английский музыкант, гитарист, вокалист и автор песен рок-группы «The Moody Blues».
  - Павел Чухрай, советский и российский кинорежиссёр, сценарист, актёр, оператор, народный артист РФ.
- 1949 — Нана Иашвили, советская и грузинская скрипачка и педагог, заслуженная артистка Грузинской ССР, народная артистка Грузинской ССР.
- 1952 — Николай Андрианов (ум. 2011), советский гимнаст, 7-кратный олимпийский чемпион, многократный чемпион Европы и мира.
- 1959 — Алексей Касатонов, советский хоккеист, двукратный олимпийский чемпион, многократный чемпион мира и Европы.
- 1963 — Валентин Юдашкин (ум. 2023), советский и российский модельер.
- 1965
  - Вячеслав Разбегаев, советский и российский актёр театра и кино, телеведущий.
  - Юрий Яансон, эстонский гребец и политик.
- 1968 — Мэттью Ле Тиссье, английский футболист.
- 1969 — Виктор Онопко, советский и российский футболист, тренер.
- 1974 — Джессика Дрейк, американская порноактриса и режиссёр.
- 1976 — Андреас Видхёльцль, австрийский прыгун с трамплина, олимпийский чемпион (2006).
- 1977 — Ксения Лаврова-Глинка, российская актриса театра и кино.
- 1978 — Ашер (полн. имя Ашер Реймонд IV), американский певец, автор песен, танцор и актёр.
- 1979 — Вон Хе Гён, южнокорейская шорт-трекистка, двукратная олимпийская чемпионка.
- 1980 — Бен Уишоу, английский актёр.
- 1983 — Линь Дань, китайский бадминтонист, двукратный олимпийский чемпион, многократный чемпион мира.
- 1992 — Ахмед Муса, нигерийский футболист.
- 1993 — Таканори Нагасэ, японский дзюдоист, двукратный олимпийский чемпион.

## Скончались

### До XX века
- 1143 — Николай Святоша (р. 1080), преподобный Русской православной церкви.
- 1628 — Джакомо Пальма Младший (р. 1544), итальянский художник.
- 1638 — Габриэлло Кьябрера (р. 1552), итальянский поэт.
- 1688 — Иоахим фон Зандрарт Старший (р. 1606), немецкий художник, теоретик искусства, переводчик.
- 1817 ― Фёдор Ушаков (р. 1744), русский флотоводец, адмирал, святой РПЦ.
- 1836 — Яков Захаров (р. 1765), русский химик, один из основоположников научного воздухоплавания.
- 1885 — Джош Биллингс (наст. имя Генри Уиллер Шоу; р. 1818), американский писатель-юморист.

### XX век
- 1908 — Ричард Коултер (р. 1827), американский банкир и военный деятель, участник Гражданской войны.
- 1934 — Леонид Собинов (р. 1872), певец (лирический тенор), народный артист РСФСР.
- 1940 — Генрих Кайзер (р. 1853), немецкий физик, обнаруживший присутствие гелия в земной атмосфере.
- 1944 — покончил с собой Эрвин Роммель (р. 1891), гитлеровский генерал, «лис пустыни».
- 1958 — Николай Заболоцкий (р. 1903), русский советский поэт, переводчик.
- 1959 — Эррол Флинн (р. 1909), американский киноактёр.
- 1960 — Абрам Иоффе (р. 1880), советский физик, академик, Герой Социалистического Труда.
- 1964 — Александр Слонимский (р. 1881), русский советский писатель, литературовед.
- 1976 — Александр Хвыля (р. 1905), актёр театра и кино, народный артист РСФСР.
- 1977 — Бинг Кросби (Гарри Лиллис Кросби; р. 1903), американский певец и актёр.
- 1978 — Владимир Мясищев (р. 1902), советский авиаконструктор, создатель тяжёлых бомбардировщиков, Герой Социалистического Труда.
- 1984 — Мартин Райл (р. 1918), английский радиоастроном, лауреат Нобелевской премии (1974).
- 1985 — Эмиль Гилельс (р. 1916), пианист, музыкальный педагог, народный артист СССР.
- 1990
  - Леонард Бернстайн (р. 1918), американский композитор и дирижёр.
  - Ирина Одоевцева (урожд. Ираида Гейнике; р. 1895), русская поэтесса и прозаик Серебряного века.
- 1994 — Николай Скоморохов (р. 1920), советский лётчик-истребитель, маршал авиации, дважды Герой Советского Союза.
- 1996 — Владимир Щагин (р. 1917), советский волейболист и футболист, чемпион мира (1949, 1952) и Европы (1950, 1951) по волейболу.
- 1997 — Гарольд Роббинс (наст. имя Гарольд Рубин; р. 1916), американский писатель.

### XXI век
- 2004 — Иван Шамякин (р. 1921), белорусский советский писатель, общественный деятель.
- 2005 — Олег Лундстрем (р. 1916), советский и российский джазовый музыкант, композитор, дирижёр.
- 2008 — Казис Петкявичюс (р. 1926), советский баскетболист, дважды чемпион Европы (1947, 1953).
- 2010 — Бенуа Мандельброт (р. 1924), французский и американский математик.
- 2011 — Давид Губерман (р. 1929), советский и российский геолог, академик РАЕН.
- 2014 — Элизабет Пенья (р. 1959), американская актриса.
- 2019 — Чхве Чжин Ри (р. 1994), южнокорейская певица, актриса и модель.
- 2022 — Робби Колтрейн (р. 1950), шотландский кино- и телеактёр, комик, сценарист, продюсер.
- 2023
  - Пайпер Лори (настоящее имя Розетта Джейкобс р. 1932), американская актриса снялась включающей в более чем сто фильмов и театральных постановок. Обладательница премии «Золотой глобус» (1991) и телевизионной премии «Эмми» (1987).
  - убит Дариюш Мехрджуи (р. 1939), иранский кинорежиссёр, кинопродюсер, сценарист, монтажёр, художник, академик Иранской Академии искусств.

## Приметы
Покров. Покрова́. Покров Богородицы.
- На Покров до обеда — осень, после обеда — зимушка-зима.
- На Покров зима снегом покрывается, морозом одевается.
- Коли на Покров ветер с востока — зима будет холодна.
- Если белка на Покров чиста (полиняла) — то осень будет доброй.
- Каков Покров, такова и зима.
- Если лист с дуба и берёзы упадёт чисто — к мягкому году, а не чисто — к строгой зиме[14].